# Krystyna Łoboda
Krystyna Łoboda (Krystyna Łoboda-Lewandowska, Krystyna Lewandowska; ur. 27 listopada 1927 w Motyczu-Józefinie, zm. 1 czerwca 2018 w Hipolitowie) – polska malarka, pejzażystka, w swojej pracy artystycznej zajmowała się dokumentacją przemijających nastrojów małych miasteczek polskich.
Studiowała na Wydziale Malarstwa Akademii Sztuk Pięknych w Warszawie w pracowni Kazimierza Tomorowicza.

## Życie prywatne
Z małżeństwa z Józefem Lewandowskim (1923–2007) miała dwoje dzieci: syna Józefa (ur. 1949) i córkę Różę (ur. 1954).

## Twórczość
Brała udział w ponad 50 wystawach krajowych i zagranicznych m.in.: Warszawa w Sztuce (wielokrotnie), Festiwal Sztuk Plastycznych, Warszawa, Festiwal Współczesnego Malarstwa w Szczecinie, wystawy w Monaco, Danii, Rumunii i ZSRR.
Wystawy indywidualne: 
- Galeria Kordegarda przy MKiS 1962, Warszawa
- Dom Plastyka 1967, Warszawa
- Międzynarodowy Klub Prasy i Książki 1968, Katowice
- Galeria Sztuki MDM 1982

Otrzymała Nagrodę Ministra Kultury i Sztuki (1964) za pejzaż na wystawie Warszawa w Sztuce, Dyplom Grand Prix (1971) na wystawie UNESCO w Monako. Jej prace znajdują się  w zbiorach m.in.: Muzeum Historycznego w Warszawie, Muzeum Mazowieckiego w Płocku oraz w zbiorach prywatnych w Polsce, USA i w Szwecji.
Wieloletni redaktor działu plastyki w miesięczniku Poezja.

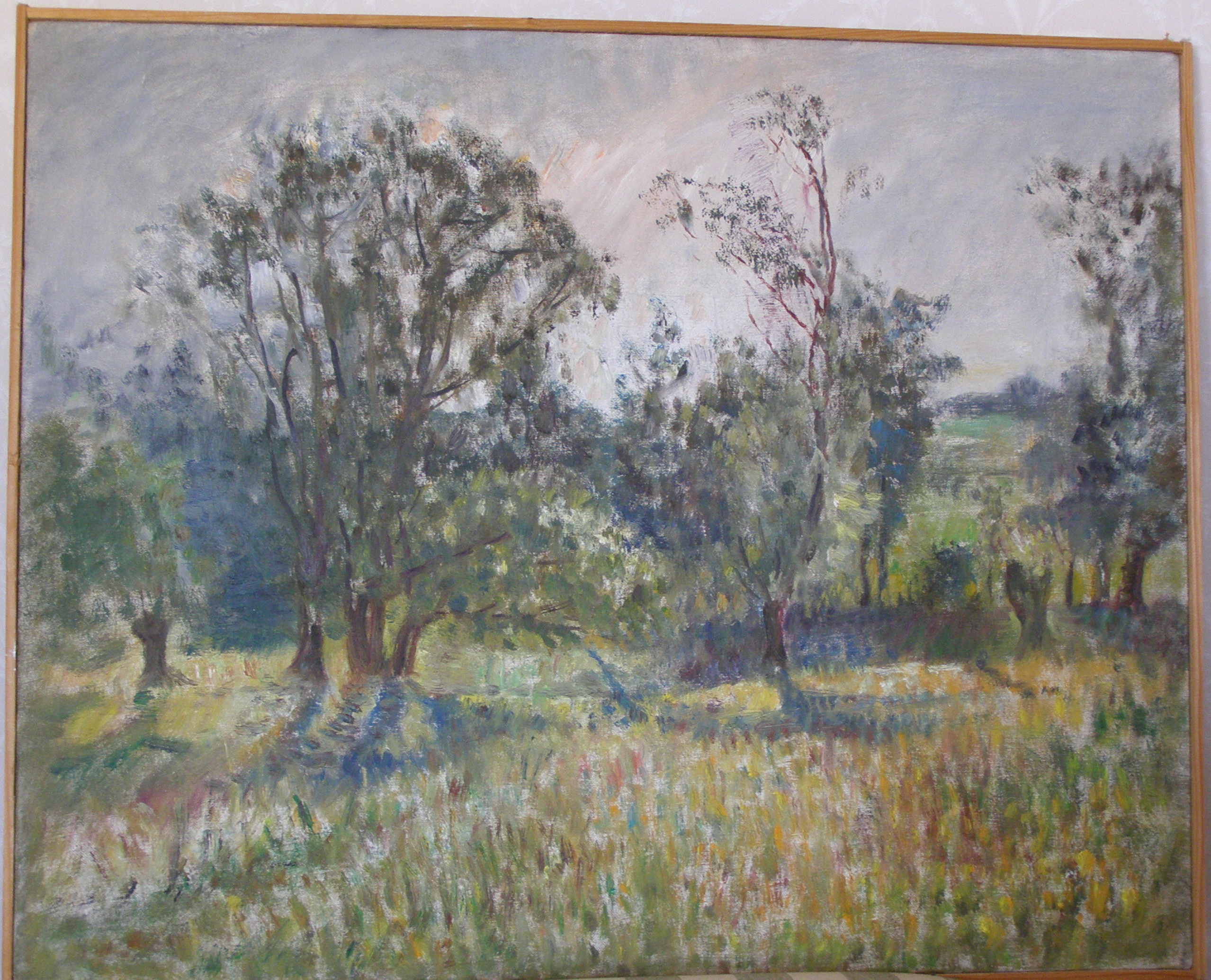
Płouszowice
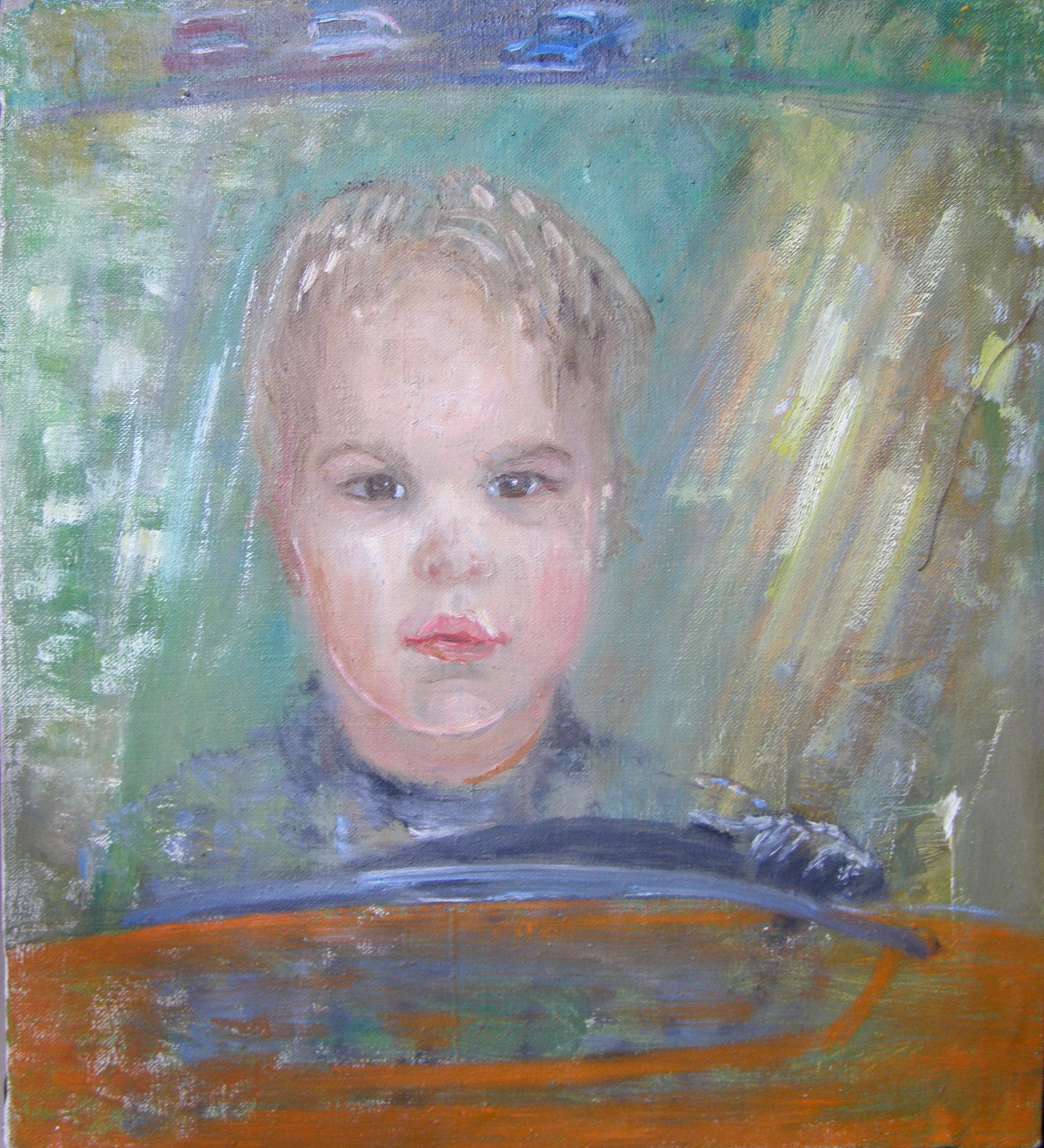
Kubuś